# 1741
| [ Edytuj tabelę ]              | |
| Król Polski                    | - 1733 August III Sas 1763 |
| Współksiążęta Andory           | - 1738 Jordi Curado y Torreblanca 1747 - 1715 Ludwik XV 1774                                                                                  |
| Elektor Bawarii                | - 1726 Karol Albert 1745 |
| Sułtan Brunei                  | - 1730 Muhammad Alauddin 1745 |
| Cesarz Chin                    | - 1735 Qianlong 1796 |
| Król Czech                     | - 1741 Karol VII Bawarski 1742 |
| Król Danii                     | - 1730 Chrystian VI 1746 |
| Dalajlama                      | - 1708 Kelzang Gjaco 1757 |
| Cesarz Etiopii                 | - 1730 Ijasu II 1755 |
| Król Francji                   | - 1715 Ludwik XV 1774 |
| Król Hiszpanii                 | - 1724 Filip V 1746 |
| Landgraf Hesji-Kassel          | - 1730 Fryderyk I Heski 1751 |
| Stadhouder Holandii            | - 1702 drugi okres bez stadhoudera 1747 |
| Szach Iranu                    | - 1736 Nadir Szah Afszar 1747 |
| Państwo Wielkich Mogołów       | - 1720 Mohammed Szah 1748 |
| Król Irlandii                  | - 1727 Jerzy II Hanowerski 1760 |
| Cesarz Japonii                 | - 1735 Sakuramachi 1747 |
| Kalif                          | - 1736 Mahmud I 1754 |
| Patriarcha Konstantynopola     | - 1740 Paisjusz II 1743 |
| Władca Korei                   | - 1724 Yŏngjo 1776 |
| Książę Kurlandii i Semigalii   | - 1737 Ernest Jan Biron 1741 |
| Książę Liechtensteinu          | - 1732 Józef Wacław 1745 |
| Sułtan Maroka                  | - 1740 Abdullah ibn Ismail 1745 |
| Książę Monako                  | - 1733 Honoriusz III 1793 |
| Król Nawarry                   | - 1710 Ludwik XV 1774 |
| Król Norwegii                  | - 1730 Chrystian VI 1746 |
| Sułtan Omanu                   | - 1728 Sajf II ibn Sultan 1743 |
| Elektor Palatynatu             | - 1716 Karol III Filip 1742 |
| Papież                         | - 1740 Benedykt XIV 1758 |
| Książę Parmy i Piacenzy        | - 1740 Maria Teresa 1748 |
| Król Portugalii                | - 1706 Jan V 1750 |
| Król w Prusach                 | - 1740 Fryderyk II Wielki 1772 |
| Car Rosji                      | - 1740 Iwan VI 1741 - 1741 Elżbieta 1762 |
| Cesarz Rzymski (niemiecki)     | - 1740 interregnum 1742 |
| Kapitanowie Regenci San Marino | - 1740 Giuseppe Onofri Vincenzo Moracci 1741 - 1741 Giovanni Maria Giangi Marino Tini 1741 - 1741 Lodovico Belluzzi Pier Antonio Ugolini 1742 |
| Elektor Saksonii               | - 1733 Fryderyk August II (król Polski) 1763                                                                                                  |
| Król Sardynii                  | - 1730 Karol Emanuel III 1773 |
| Król Szwecji                   | - 1720 Fryderyk I Heski 1751 |
| Król Tajlandii                 | - 1733 Boromma Kot 1758 |
| Sułtan Turków                  | - 1730 Mahmud I 1754 |
| Doża Wenecji                   | - 1735 Alvise Pisani 1741 - 1741 Pietro Grimani 1752                                                                                          |
| Król Węgier                    | - 1740 Maria Teresa 1780 |
| Monarcha Wielkiej Brytanii     | - 1727 Jerzy II 1760 |
| Premier Wielkiej Brytanii      | - 1721 Robert Walpole 1742 |

Rok 1741 / MDCCXLI
stulecia: XVII wiek ~
XVIII wiek ~
XIX wiek

lata: 1731 «
1736 «
1737 «
1738 «
1739 «
1740 «
1741
» 1742
» 1743
» 1744
» 1745
» 1746
» 1751

## Wydarzenia w Polsce
- 3 stycznia – I wojna śląska: król pruski Fryderyk II wjechał do opuszczonego przez Austriaków Wrocławia.
- 27 lutego – I wojna śląska: król pruski Fryderyk II został zmuszony do ucieczki i ukrycia się w klasztorze w Ząbkowicach Śląskich, po austriackim ataku na jego oddział pod Braszowicami.
- 1 sierpnia - po donosie zakonnika w Stopnicy spalono na stosie dwie kobiety oskarżone o uprawianie czarów, które jednak dopiero po torturach przyznały się do zarzucanych im czynów[1].
- 10 sierpnia – I wojna śląska: wojska pruskie zajęły Wrocław.
- Prusy zdobyły Śląsk i ziemię kłodzką.

## Wydarzenia na świecie
- 14 marca – otwarto teatr wiedeński „Burgtheater”, który zaczął spychać w cień starszy Theater am Kärntnertor.
- 10 kwietnia – wojna o sukcesję austriacką: miała miejsce bitwa pod Małujowicami - klęska Austrii w starciu z Prusami.
- 25 czerwca – Maria Teresa Habsburg została koronowana w Bratysławie na królową Węgier.
- 3 września – wojna szwedzko-rosyjska: klęska Szwedów w bitwie pod Lappeenrantą.
- 25 listopada – w wyniku buntu pułku preobrażeńskiego na tron carski w Rosji wyniesiono Elżbietę Piotrowną jako Elżbietę I.
- 6 grudnia – w Rosji, w wyniku przewrotu pałacowego skierowanego przeciwko panoszącym się na dworze carskim wielkorządcom niemieckim, sprawującym regencję nad nieletnim Iwanem VI Romanowem, władzę w państwie objęła Elżbieta Romanow.
- 27 grudnia – wojny śląskie: wojska pruskie zajęły Ołomuniec.
- Vitus Bering i Aleksiej Czirikow odkryli Aleuty i Archipelag Aleksandra.

## Urodzili się
- 13 marca – Józef II Habsburg w Wiedniu, najstarszy syn cesarzowej Marii Teresy Habsburg i Franciszka I Lotaryńskiego (zm. 1790)
- 18 marca - Aleksander Kucharski, polski malarz (zm. 1819)
- 22 marca - Moses Robinson, amerykański prawnik, polityk, senator ze stanu Vermont (zm. 1813)
- 17 maja – Barthélemy Faujas de Saint-Fond, francuski geolog i wulkanolog (zm. 1819)
- 21 maja - Stanisław Żarnowiecki, polski duchowny katolicki, biskup pomocniczy poznański (zm. 1808)
- 23 maja – Andrea Luchesi, włoski kompozytor (zm. 1801)
- 26 czerwca - John Langdon, amerykański wojskowy, przedsiębiorca, polityk, senator ze stanu New Hampshire (zm. 1819)
- 30 czerwca – Ignác Batthyány, biskup w Gyulafehérvár (zm. 1798)
- 6 sierpnia - Ignacy Antoni Raczyński, polski duchowny katolicki, biskup poznański, arcybiskup gnieźnieński, prymas Polski (zm. 1823)
- 19 sierpnia - Szczepan Hołowczyc, polski duchowny katolicki, biskup sandomierski, arcybiskup warszawski, prymas Królestwa Polskiego (zm. 1823)
- 23 sierpnia – Jean-François de La Pérouse, francuski oficer marynarki, żeglarz i odkrywca (zm. 1788)
- 22 września – Peter Simon Pallas, niemiecki, zoolog i botanik (zm. 1811)
- 4 października – Franciszek Karpiński, polski poeta epoki oświecenia (zm. 1825)
- 8 października – José Cadalso, hiszpański pisarz (zm. 1782)
- 30 października – Angelika Kauffmann, szwajcarska malarka i portrecistka (zm. 1807)

- data dzienna nieznana: 
  - Ludwik Le Danois, francuski duchowny katolicki, męczennik, błogosławiony (zm. 1792)

## Zmarli
- 18 lutego - Józef Jastrzębski, polski duchowny katolicki, pijar, prowincjał zakonu (ur. 1695)
- 28 lipca – Antonio Vivaldi, włoski skrzypek i kompozytor (ur. 1678)
- 24 listopada – Ulryka Eleonora, królowa Szwecji (ur. 1688)
- 2 grudnia – Rafał Chyliński, polski franciszkanin, błogosławiony katolicki (ur. 1694)

## Święta ruchome
- Tłusty czwartek: 9 lutego
- Ostatki: 14 lutego
- Popielec: 15 lutego
- Niedziela Palmowa: 26 marca
- Wielki Czwartek: 30 marca
- Wielki Piątek: 31 marca
- Wielka Sobota: 1 kwietnia
- Wielkanoc: 2 kwietnia
- Poniedziałek Wielkanocny: 3 kwietnia
- Wniebowstąpienie Pańskie: 11 maja
- Zesłanie Ducha Świętego: 21 maja
- Boże Ciało: 1 czerwca